# Can Pou (Celrà)
Can Pou és una masia de Celrà (Gironès) inclosa a l'Inventari del Patrimoni Arquitectònic de Catalunya.

## Descripció
És una masia de planta rectangular basilical de planta baixa (serveis i establies), pis i golfes (basílica). Accés en façana, orientada a llevant, per l'era i per porta de llinda plana datada al 1667. La maçoneria és la mateixa de la contrada (pedruscall) amb reforçament a les cantonades, amb la mateixa pedra que a les obertures. Les obertures són de llinda plana excepte els arcs de punt rodó de les golfes i les obertures obertes actualment. Les finestres tenen trencaaigües amb motllures, al contrari dels marcs, que ho fan amb una senzilla. La llinda de la finestra de la porta està datada del 1648. La porta segueix la mateixa motllura i té guardapols.
La façana posterior, que dona al carrer, ha estat remolinada i modificada. El ràfec volat és a 4 fileres, mentre que a les golfes és a doble filada.